# 鳥取県道213号八橋停車場線
鳥取県道213号八橋停車場線（とっとりけんどう213ごう やばせていしゃじょうせん）は、鳥取県東伯郡琴浦町を通る一般県道である。

## 概要
東伯郡琴浦町大字八橋のJR西日本山陰本線 八橋駅前から鳥取県道267号大栄赤碕線交点に至る。

### 路線データ
- 起点：鳥取県東伯郡琴浦町大字八橋（JR西日本山陰本線 八橋駅前）
- 終点：鳥取県東伯郡琴浦町大字八橋（鳥取県道267号大栄赤碕線交点）
- 総延長：0.2 km

## 地理

### 通過する自治体
- 鳥取県
  - 東伯郡琴浦町

### 交差する道路
| 交差する道路            | 交差する場所 | 交差する場所   |
| ----------------------- | ------------ | -------------- |
| 国道9号                 | 大字八橋     | 八橋駅前交差点 |
| 鳥取県道267号大栄赤碕線 | 大字八橋     | 終点           |

### 沿線
- JR西日本山陰本線 八橋駅